# Anders Skaarseth
Anders Skaarseth (Lillehammer, 7 mei 1995) is een Noors wielrenner die anno 2019 rijdt voor Uno-X Norwegian Development Team.

## Carrière
In 2015 werd Skaarseth, achter Odd Christian Eiking en Truls Engen Korsæth, derde op het nationale kampioenschap voor beloften. Een week later werd hij vijfde in de door Edvald Boasson Hagen gewonnen wegwedstrijd voor eliterenners. Eerder dat jaar was hij al zevende geworden in de Ronde van Vlaanderen voor beloften.
In maart 2016 werd Skaarseth tweede in Gent-Wevelgem/Kattekoers-Ieper, achter Mads Pedersen. Ruim twee weken later was hij, samen met zijn ploeggenoten, de sterkste in de openingsploegentijdrit van de ZLM Tour. Later die maand werd hij achtste in het eindklassement van de Ronde van Bretagne.
Na eerder in het jaar al negende te zijn geworden in Parijs-Troyes en vijfde in de Ronde van Vlaanderen voor beloften werd Skaarseth op 1 mei 2017 tweede in de Ronde van Bretagne. Wel schreef hij zowel het punten- als het jongerenklassement op zijn naam. In juni werd hij nationaal kampioen op de weg bij de beloften door Torstein Træen te verslaan in een sprint-à-deux. In september werd hij tweede in de GP Marcel Kint en tiende in de wegwedstrijd voor beloften op het wereldkampioenschap.
In 2018 maakte Skaarseth de overstap naar Uno-X Norwegian Development Team. Begin maart werd hij tiende in de door Matteo Moschetti gewonnen Grote Prijs van Rhodos. In de Ronde van Rhodos, die vijf dagen later startte, werd hij zesde in het algemeen klassement.

## Overwinningen
2016
1e etappe ZLM Tour (ploegentijdrit)
2017
Punten- en jongerenklassement Ronde van Bretagne
 Noors kampioen op de weg, Beloften
2019
3e etappe Ronde van Opper-Oostenrijk

## Resultaten in voornaamste wedstrijden
|      | \| Jaar \| Milaan-San Remo \| Gent-Wevelgem \| Ronde van Vlaanderen \| Parijs-Roubaix \| Amstel Gold Race \| Luik-Bast.‑Luik \| Waalse Pijl \| Parijs-Tours \| \| WK op de weg \| \| ---- \| --------------- \| ------------- \| -------------------- \| -------------- \| ---------------- \| --------------- \| ----------- \| ------------ \| \| ------------ \| \| 2020 \| \| \| \| \| \| \| \| 27e \| \| \| \| 2021 \| \| \| \| \| 77e \| \| \| opgave \| \| \| \| 2022 \| \| 29e \| 28e \| 27e \| \| \| \| \| \| 41e \| \| 2023 \| \| \| \| \| \| \| \| \| \| \| \| 2024 \| \| \| \| \| 97e \| 110e \| 23e \| \| \| \| \| 2025 \| 122e \| 69e \| opgave \| \| \| \| \| \| \| \| |               |                      |                |                  |                 |             |              |  |              |
| Jaar | Milaan-San Remo | Gent-Wevelgem | Ronde van Vlaanderen | Parijs-Roubaix | Amstel Gold Race | Luik-Bast.‑Luik | Waalse Pijl | Parijs-Tours |  | WK op de weg |
| 2020 | |               |                      |                |                  |                 |             | 27e          |  |              |
| 2021 | |               |                      |                | 77e              |                 |             | opgave       |  |              |
| 2022 | | 29e           | 28e                  | 27e            |                  |                 |             |              |  | 41e          |
| 2023 | |               |                      |                |                  |                 |             |              |  |              |
| 2024 | |               |                      |                | 97e              | 110e            | 23e         |              |  |              |
| 2025 | 122e | 69e           | opgave               |                |                  |                 |             |              |  |              |

## Ploegen
- 2014 –  Team Joker (stagiair vanaf 1-8)
- 2015 –  Team Joker
- 2016 –  Team Joker Byggtorget[1]
- 2017 –  Joker Icopal
- 2018 –  Uno-X Norwegian Development Team
- 2019 –  Uno-X Norwegian Development Team
- 2022 –  Uno-X Pro Cycling Team
- 2023 –  Uno-X Pro Cycling Team
- 2024 –  Uno-X Pro Cycling Team
- 2025 –  Uno-X Mobility

Borgersen · Eiking · Hoelgaard · Hoem · Jansen · Korsæth · Laengen · Lindau · Lunke · Skaarseth · Stien · Wilson · Halvorsen (stagiair)
Abrahamsen · Foss · Kristiansen · K. Kulset · S. Kulset · Resell · Rudland · Saugstad · A. Skaarseth · I. Skaarseth · Sleen · Træen · Ullebø · Wærsted
Abrahamsen · Andersen · Blikra · Charmig · Dversnes · Eg · Gregaard · Gudmestad · Halvorsen · Hansen · Hindsgaul · Holter · Hulgaard · A. Johannessen · T. Johannessen · K. Kulset · S. Kulset · Larsen · Levy · Resell · Saugstad · A. Skaarseth · I. Skaarseth · Sleen · Tiller · Træen · Urianstad · Wærenskjold · Wærsted
Abrahamsen · Andersen · Bendixen · Blikra  · Blume Levy · Charmig · Dversnes · Eg · Fredheim · Gregaard · Gudmestad · Halvorsen · Hindsgaul · Holter · A. Johannessen · T. Johannessen · Kristoff · M. Kulset · S. Kulset · Larsen · Norman Leth · Resell · Sander Hansen · Skaarseth · Tiller · Træen · Urianstad · Wærenskjold
Abrahamsen · Andersen · Bendixen · Bévort · Blikra  · Blume Levy · Cort · Dversnes · Eiking (vanaf 8/2) · Fredheim · Gudmestad · Hoelgaard · Holter · Hvideberg · A. Johannessen · T. Johannessen · Kristoff · J. Kulset · M. Kulset · S. Kulset · Larsen · Leknessund · Løland · Resell · Sander Hansen · Skaarseth · Tiller · Urianstad · Wallin · Wærenskjold